# Dextellia
Dextellia là một chi bướm đêm thuộc họ Gracillariidae.

## Các loài
- Dextellia dorsilineella  (Amsel, 1935)